# Axel Merckx
Axel Merckx (Ukkel, 8 augustus 1972) is een Belgisch voormalig wielrenner. Hij is de zoon van wielrenner Eddy Merckx.

## Wielercarrière
Merckx werd prof in november 1993. Hij was een verdienstelijk renner die in augustus 2007 een profcarrière van veertien jaar afsloot.
Merckx behaalde enkele grote ereplaatsen en in 2000 won hij het Belgisch Kampioenschap en de achtste rit van Ronde van Italië. Tijdens de live-uitzending op de Belgische televisie van de achtste rit van de Ronde van Italië was zijn vader co-commentator.
In 1998, 2001, 2002, 2004, 2005, 2006 en 2007 was hij de best gerangschikte Belg in de Ronde van Frankrijk. In 2004 werd hij derde in de olympische wegrit in Athene, iets waar zijn vader nooit in geslaagd was, waarmee hij voor die Spelen aldus voor een eerste bronzen medaille voor België zorgde. Op 29 juli 2007 reed hij zijn laatste officiële UCI-wedstrijd, de laatste rit van de Ronde van Frankrijk van 2007. Daarna reed hij nog enkele natourcriteriums als definitief afscheid. Zijn laatste wedstrijd, een criterium, reed hij op maandag 6 augustus 2007 in Lommel. Hij won dit criterium voor Johan Vansummeren en Tom Boonen.
Merckx trouwde in 1997 met de Canadese atlete Jodi Cross. Samen hebben zij twee dochters: Axana Taylor (5 mei 2001) en Athina Grace (29 juni 2005). Merckx trok na zijn fietsloopbaan met zijn gezin naar Canada. In 2022 scheidde Merckx van Jodi. Hij heeft momenteel een relatie met de Amerikaanse renster Chloe Dygert.
Merckx is anno 2023 actief als ploegbaas bij het Amerikaanse Hagens Berman Axeon.
Omdat zijn vader baron is, mogen hij en zijn kinderen de titel jonkheer voeren.
In 1996 reed hij een sterk wereldkampioenschap in Lugano. Op dat WK, waar zijn landgenoot Johan Museeuw wereldkampioen werd, hield de Italiaan Michele Bartoli hem van een bronzen medaille en behaalde hij een vierde plek.

## Palmares

### Overwinningen
1992
- 9e etappe Ronde van de Toekomst

1996
- 2e etappe Trittico Premondiale
- Eindklassement Trittico Premondiale

1998
- 3e etappe Ronde van Beieren

2000
- Criterium Aalst
- 8e etappe Ronde van Italië
- Belgisch kampioen op de weg
- Eindklassement Ronde van Wallonië

2001
- Gianetti Day
- Criterium Aix-en-Provence
- GP van Wallonië

2003
- Eindklassement Ronde van de Ain

2004
- Criterium Wetteren
- Bronzen medaille op de Olympische Spelen

2005
- 5e etappe Dauphiné Libéré
- Criterium Aalst

2006
- Criterium Wolvertem

2007
- Criterium Lommel

## Resultaten in voornaamste wedstrijden
| Jaar | Ronde van Italië | Ronde van Frankrijk | Ronde van Spanje |
| ---- | ---------------- | ------------------- | ---------------- |
| 1994 |                  |                     |                  |
| 1995 |                  |                     | 21e              |
| 1996 |                  |                     | 17e              |
| 1997 | 19e              |                     |                  |
| 1998 |                  | 10e                 |                  |
| 1999 |                  | opgave              |                  |
| 2000 | 25e (1)          |                     |                  |
| 2001 |                  | 22e                 |                  |
| 2002 |                  | 28e                 |                  |
| 2003 |                  | buiten tijd         |                  |
| 2004 |                  | 21e                 |                  |
| 2005 |                  | 39e                 |                  |
| 2006 | buiten tijd      | 30e                 |                  |
| 2007 | 50e              | 62e                 |                  |

| Jaar | Milaan-San Remo | Gent-Wevelgem | Ronde van Vlaanderen | Amstel Gold Race | Luik-Bast.‑Luik | Ronde van Lombardije | Waalse Pijl | Parijs-Brussel | Clásica San Sebastián |  | WK op de weg |  | Wereldranglijsten |
| ---- | --------------- | ------------- | -------------------- | ---------------- | --------------- | -------------------- | ----------- | -------------- | --------------------- |  | ------------ |  | ----------------- |
| 1994 |                 |               |                      |                  |                 |                      |             |                | 61e                   |  |              |  |                   |
| 1995 | 21e             |               |                      | 21e              | 34e             |                      | 69e         |                | 25e                   |  |              |  |                   |
| 1996 | 19e             |               |                      | 29e              | 7e              | ↑                    | 32e         |                | 42e                   |  | 4e           |  | 18e (UWB)         |
| 1997 | 37e             | 60e           | 68e                  | 26e              | 16e             | 6e                   | 50e         | 13e            | 61e                   |  |              |  |                   |
| 1998 |                 |               |                      | 43e              | 40e             |                      | 21e         |                | ↑                     |  |              |  | 14e (UWB)         |
| 1999 |                 |               |                      |                  | 50e             |                      | 14e         |                |                       |  |              |  |                   |
| 2000 |                 |               |                      |                  | 5e              |                      | 10e         | 42e            |                       |  | 12e          |  |                   |
| 2001 |                 |               |                      |                  | 42e             |                      | 19e         | 37e            | 17e                   |  |              |  |                   |
| 2002 |                 |               |                      | 62e              | 16e             |                      | 6e          |                | 40e                   |  |              |  |                   |
| 2003 |                 |               |                      | 37e              | 30e             | 47e                  | 39e         |                | 26e                   |  | 72e          |  |                   |
| 2004 | 30e             |               |                      | 13e              | 55e             |                      | 29e         |                | 27e                   |  |              |  |                   |
| 2005 | 30e             |               |                      | 27e              | 81e             |                      | 29e         | 97e            | 93e                   |  |              |  | 156e (UPT)        |
| 2006 |                 |               |                      | 57e              | 33e             |                      | 76e         |                |                       |  |              |  |                   |
| 2007 | 84e             |               |                      |                  | 54e             |                      | 84e         |                |                       |  |              |  | 165e (UPT)        |

## Ploegen
- 1993 -  Motorola (per 01-09)
- 1994 -  Team Deutsche Telekom
- 1995 -  Motorola
- 1996 -  Motorola
- 1997 -  Polti
- 1998 -  Polti
- 1999 -  Mapei-QuickStep
- 2000 -  Mapei-QuickStep
- 2001 -  Domo-Farm Frites
- 2002 -  Domo-Farm Frites
- 2003 -  Lotto-Domo
- 2004 -  Lotto-Domo
- 2005 -  Davitamon-Lotto
- 2006 -  Phonak Hearing Systems
- 2007 -  T-Mobile Team

## Resultaten Olympische Spelen
| Olympische Zomerspelen 2004 | Goud | Zilver | Brons | Olympische Zomerspelen 2004 |
| Wegrit Mannen 2004          | 0    | 0      | 1     |                             |

1928 Louis Crooy en Victor Groenen · 1929 Georges Ronsse · 1930 Hyacinthe Roosen · 1931 René Milhoux en Jules Tacheny · 1933 Jef Scherens · 1934 Union Sint-Gillis · 1935 Arnold de Looz-Corswarem · 1936 Ernest Demuyter · 1937 Joseph Mostert · 1938 Hubert Carton de Wiart · 1939 Henry de Menten de Horne · 1940 Fernande Caroen · 1941 Jan Guilini · 1942 Pol Braekman · 1943 Albert de Ligne · 1944 niet toegekend · 1945 vliegend personeel van de Belgische sectie van de Royal Air Force · 1946 Gaston Reiff · 1947 Micheline Lannoy en Pierre Baugniet · 1948 Etienne Gailly · 1949 Feru Moulin · 1950 Briek Schotte · 1951 Johny Claes en Jacques Ickx · 1952 André Noyelle · 1953 bemanning van het jacht Omoo (zeilsport) · 1954 Adolf Verschueren · 1955 Roger Moens · 1956 Gilberte Thirion · 1957 Jacky Brichant en Philippe Washer · 1958 René Baeten · 1959 Belgische hockeyploeg bij de mannen · 1960 Flory Van Donck · 1961 Rik Van Looy · 1962 Gaston Roelants · 1963 Aureel Vandendriessche · 1964 Joël Robert · 1965 Eerste Jachtwing van de Belgische Luchtmacht · 1966 Raymond Ceulemans · 1967 Ferdinand Bracke en Eddy Merckx · 1968 Jacky Ickx · 1969 Serge Reding · 1970 Freddy Herbrand · 1971 Miel Puttemans · 1972 Karel Lismont · 1973 Roger De Coster · 1974 Paul Van Himst · 1975 Jean-Pierre Burny · 1976 Ivo Van Damme · 1977 Gaston Rahier · 1978 RSC Anderlecht · 1979 Robert Van de Walle · 1980 Belgische voetbalploeg bij de mannen · 1981 Annie Lambrechts · 1982 Ingrid Berghmans · 1983 Eddy Annys · 1984 André Malherbe · 1985 niet toegekend · 1986 William Van Dijck · 1987 Ingrid Lempereur · 1988 Eric Geboers · 1989 Michel Preud'homme · 1990 Jan Ceulemans · 1991 Jean-Michel Saive · 1992 Annelies Bredael · 1993 Vincent Rousseau · 1994 Brigitte Becue · 1995 Frédérik Deburghgraeve · 1996 Johan Museeuw · 1997 Luc Van Lierde · 1998 Ulla Werbrouck · 1999 Gella Vandecaveye · 2000 Joël Smets · 2001 Kim Clijsters en Justine Henin · 2002 Marc Wilmots · 2003 Stefan Everts · 2004 Axel Merckx · 2005 Tom Boonen · 2006 Kim Gevaert en Tia Hellebaut · 2007 4x100m-estafetteploeg voor vrouwen · 2008 niet toegekend · 2009 Philippe Gilbert · 2010 Philippe Le Jeune · 2011 Kevin Borlée · 2012 Evi Van Acker · 2013 Frederik Van Lierde · 2014 Daniel Van Buyten · 2015 4x400m-estafetteploeg voor mannen · 2016 Nafissatou Thiam · 2017 David Goffin · 2018 Nina Derwael · 2019 Belgische hockeyploeg bij de mannen · 2020 Wout van Aert · 2021 Bashir Abdi · 2022 Remco Evenepoel · 2023 Bart Swings · 2024 Lotte Kopecky
Aldag ·
Ampler ·
Audehm ·
Bölts ·
De Wilde ·
Gröne ·
Hanegraaf ·
Henn ·
Heppner ·
Holm ·
Krieger · 
Kummer ·
Ludwig ·
Merckx ·
Raab ·
van Orsouw ·
Wesemann ·
Zabel ·
Teutenberg (stagiair) ·
Werner (stagiair)
Aldag ·
Audehm ·
Bölts ·
Dietz ·
Gröne ·
Hanegraaf ·
Henn ·
Heppner ·
Holm ·
Krieger · 
Kummer ·
Ludwig ·
Merckx ·
Raab ·
van Orsouw ·
Werner ·
Wesemann ·
Zabel ·
Lehmann (stagiair) ·
Rich (stagiair) ·
Ullrich (stagiair)
Andreu · Armstrong · Bauer · Casartelli  (tot 18/07) · Dernies · Fraser · Hincapie · Julich · Livingston · Mejía · Merckx · Ozers · Peron · Stenersen · Swart · van Heeswijk · Veenstra · Weltz · Yates · Zamana
Andreu · Armstrong · Fraser · Hincapie · Julich · Livingston · Madouas · Merckx · Montoya · Ozers · Peron · Randolph · Sciandri · Thibout · van Heeswijk · Vanzella · Yates
Atienza ·
Baldinger ·
Brasi ·
Cassani ·
Celestino ·
Chaurreau ·
Colleoni ·
Crepaldi · 
Gualdi · 
Guerini ·
Imanaka ·
Jaksche · 
Leblanc ·
Merckx ·
Oesjakov ·
Quaranta ·
Sacchi ·
Valoti ·
de Vries ·
Ferronato (stagiair) ·
Vainšteins (stagiair) ·
Zinetti (stagiair) 
Atienza ·
Brasi ·
Cassani ·
Celestino ·
C. Colleoni ·
Crepaldi · 
Gualdi · 
Guerini ·
F. Guidi ·
L. Guidi ·
Jaksche · 
Leblanc ·
Martinello ·
Merckx ·
Rebellin ·
Rokia ·
Sacchi ·
Salvato ·
Valoti ·
M. Colleoni (stagiair) ·
Lunghi (stagiair) ·
Pinotti (stagiair) ·
Zinetti (stagiair) 
Baffi · Bartoli · Bettini · Bramati · Di Grande · Faresin · Fernández Ginés · Figueras · Fornaciari · Hoste · Lanfranchi · Leysen · McRae · Merckx · Müller · Museeuw · Nardello · Nocentini · Noè · Peeters · Rodriguez · Scinto · Steels · Steinhauser · Tafi · Tani · Tonkov · van Heeswijk · Zanini · Gerosa (stagiair) · Nikačević (stagiair) · O'Bee (stagiair)
Baffi · Bartoli · Beltrán · Bettini · Bodrogi · Bramati · Chesini · Cioni · D'Amore · Faresin · Fernández Ginés · Figueras · Fornaciari · Freire  · Hoste · Hulsmans · Koehler · Lanfranchi · Leysen · McRae · Merckx · Museeuw · Nardello · Nocentini · Noè · Paolini · Peeters · Pozzato · Ratti · Rizzi · Rodriguez · Scinto · Steels · Tafi · Tani · Tonkov · van Heeswijk · Wegelius · Zanini · Cancellara (stagiair) · Petrov (stagiair) · Rogers (stagiair)
Bruylandts · Cassani · Cretskens · De Clercq · De Wolf · Hoste · Kasjetsjkin · Kleynen · Knaven · Konečný · Magnusson · McEwen · Merckx · Milesi · Moerenhout · Museeuw · Orvalho · Peeters · Rodriguez · Tankink · Vainšteins  · van Heeswijk · Vanthourenhout · Vereecke · Virenque · Wadecki · Moeravjov (stagiair) · Steegmans (stagiair)
Blijlevens · Bruylandts · Cassani · Cretskens · De Wolf · Hoste · Kasjetsjkin · Kleynen · Knaven · Koerts · Konečný · Merckx · Milesi · Moerenhout · Museeuw · Rodriguez · Tankink · Vainšteins · van Bon · Van Goolen · van Heeswijk · Vandenbroucke · Vanthourenhout · Virenque · Wadecki · Nuyens (stagiair) · Rosseler (stagiair) · Vansummeren (stagiair)
Baguet · Brandt · D'Hollander · De Clercq · Detilloux · Eeckhout · Gardeyn · Gates · Hoste · Marichal · McEwen · Merckx · Moerenhout · Steegmans · van Bon · Van Dijk · Van Impe · Van Petegem · Vansevenant · I. Verbrugghe · R. Verbrugghe · Vierhouten
Baguet · Brandt · D'Hollander · De Clercq · Detilloux · Eeckhout · Gardeyn · Gates · Hoste · Marichal · McEwen · Merckx · Moerenhout · Steegmans · van Bon · Van Dijk · Van Impe · Van Petegem · Vansevenant · I. Verbrugghe · R. Verbrugghe · Vierhouten · Wadecki
Aerts · Amorison · Ardila · Baguet · Brandt · De Vocht · Dockx · Evans · Gates · Kuyckx · Leukemans · Mattan · McEwen · Merckx · Moerenhout · Rodriguez · Roesems · Steegmans · Steels · van Bon · Van Hecke · Van Huffel · Van Petegem · Vansevenant · Vansummeren · Vierhouten · Vogels · Henrion (stagiair) · Meersman (stagiair)
Botero · 
Clerc ·  
Elmiger · 
Fernández ·
Grabsch · 
Guidi · 
José Enrique Gutiérrez ·
José Ignacio Gutiérrez ·
Hesjedal ·   
Hunter · 
Jalabert ·
Landis (tot 31/07) · 
Martín ·
McCarty · 
Merckx ·
Moerenhout · 
Moos ·
Morabito · 
Murn ·  
Peña ·
Rast ·
Schär · 
Stalder ·
Tschopp ·
Urweider (tot 15/04) · 
Vitoria · 
Zampieri
Barry ·
Baumann ·
Bernucci ·
Burghardt ·
Cavendish ·
Ciolek ·
Davis ·
Eisel ·
Gerdemann ·
Grabsch ·
Greipel ·
Guerini (tot 31/08) ·
Hammond ·
Hansen ·
Henderson ·
Hontsjar (tot 15/06) ·
Kirchen ·
Klier ·
Knaven ·
Korff ·
Merckx (tot 31/07) ·
Olsen ·
Piil ·
Pinotti ·
Raboň ·
Rogers ·
Schreck ·
Sinkewitz (tot 31/07) ·
Ziegler ·
Beima (stagiair) ·
Kljoejev (stagiair) ·
Stannard (stagiair) 